# 快傑ライオン丸
『快傑ライオン丸』（かいけつライオンまる）は、1972年4月1日から1973年4月7日まで、フジテレビ系で毎週土曜日19：00 - 19：30に放送された、ピー・プロダクション製作の特撮テレビ番組である。全54話。

## 概説
『スペクトルマン』の好評を受けて企画されたこの番組は、当初から時代劇としての体裁を考えていたわけではなく、かつてパイロット版が製作された『豹マン』が再検討されたもので、うしおそうじの企画案は『ライオンマン』というアニマルヒーローが主人公の等身大ヒーロー作品だったが、アメコミに同名のヒーローがいることが判明したため、急遽フジテレビ側のアイデアで時代劇に企画が変更となった。
時代劇になった経緯については、元ピー・プロダクションのスタッフである篠原茂が、2007年にフジテレビ721で放映された『ピープロ魂』の中で「誰が言い出したのかまでは覚えていませんが、確かフジテレビとの企画会議の際に現代劇では魅力がないという意見が多く出て、舞台設定を時代劇にして、このライオンの顔をしたヒーローを主人公にしたらどうだろうという話になったんだと記憶しています」と証言している。関連書籍によれば時代劇という案を出したのは当時のフジテレビ編成局長で、『スペクトルマン』の企画を後押しした武田信敬だったとされている。『超人画報』でも、時代劇となったのは局側の意見とし、他作品との差別化が意図されていたと記述している。
タイガージョー登場の経緯はプロデューサーのうしおそうじ・別所孝治・メイン監督である石黒光一の3人で、番組長期化に関するミーティングを行い「ライオン丸単独でキャラクターを引っ張るのでは弱いので、強力なライバルが欲しい」という意見が出された。うしおは「ライオンに対して虎」のイメージが浮かび、その後脚本家の田村多津夫も交えた会議の中でイメージが決められた。虎錠之介・タイガージョーは第27話「大魔人ゴースン怒る！」で初登場し、第30話「怪人マツバラバ 一本松の謎」をもって出番を終えるが、主役の獅子丸・ライオン丸を上回る人気を得た。それを受けて第36話「折れた槍 怪人ハチガラガ」より再び登場している。
タイガージョー以外にも、悪事には興味がなく野伏から住民を助け、自らの腕に絶対的な自信を持ち卑怯な真似を徹底的に嫌い、幹部に平気で逆らったりする「ネズガンダ」。盲目の少女と心を通わせ、南蛮での少女の治療を夢見る「トビムサシ」。同じ村の住人たちにも捨てられた子供を、愛情かけて育てている「ムイオドロ」など、他作品の悪役とは一線を画す個性豊かな怪人たちが登場している。
本作が初主演となる潮哲也は体当たりの演技を披露している。本人も『ピープロ魂』に出演し「吹き替えは無しだからね、と言われたので獅子丸のアクションはすべて自分でやりましたが、もしかしたら撮影中に死ぬんじゃないかと思ったこともありますね」と回想している。事実、潮は撮影中に一度足を骨折している（詳細は#エピソードを参照）。
後番組の『風雲ライオン丸』は、本作品で好評だった要素を再構成して制作されたもので、続編ではない。物語上は別世界（パラレルワールド）となっているが、快傑ライオン丸が登場するシーンがある。また、虎錠之介（タイガージョー）の弟であることを示唆するタイガージョーJr.も登場する。

### 各方面への影響
『仮面ライダー』と同じく、変身シーンを真似ることが子供たちの間で流行した。当時大洋ホエールズに在籍していたジョン・シピンが「ライオン丸」と呼ばれるほど、この「ライオン丸」の名は広く一般に浸透していた。放送開始直後には関西で『ライオンマン』という贋作商品が出回っていた。
劇中で小松方正演じる薬売り「丸目三角之介」の旗印が、武田薬品のロゴであったためクレームがついた。
アメリカでも放映されて人気を博し、2002年には『Samurion』のタイトルで、リメイク版テレビシリーズ化が企画されたが結局実現せず、パイロット版のみが残されている。
滋賀県出身のロックバンドである『ほぶらきん』は1983年に、本作品をモチーフとした『ゴースンの一生』という、ソノシート2枚組のロック・オペラを発表した。現在では「ゴースンの一生・ライブ」（CD、2009年08月28日）アルケミーレコード ARCD-217で聴くことができる。

## ストーリー
時は戦国時代。ヒマラヤ山中で邪悪な妖術を身につけた1人の男が「大魔王ゴースン」を名乗り、戦乱の日本征服を目指して乗り込んでくる。彼は自分と同じようにチベットで修行し、妖術を身につけている偉大な忍者・果心居士の存在を危険視して、手下のオロチを人間に化けさせて刺客として送り込んだ。
その頃、飛騨山中に住む果心居士は、ゴースンの乗り込みと死期を察し、自らが育てた獅子丸、沙織、小助の教え子3人に形見分けをしていた。獅子丸には居士がチベットでの師匠から受け継いだ「金砂地の太刀（きんさじのたち）」、沙織には「男に負けない力」を発揮する小太刀、小助には自分の魂の化身となる天馬ヒカリ丸を呼ぶ笛だった。
3人の弟子にゴースン打倒を命じた居士は、自らが予期した通り、オロチによって命を落とす。獅子丸は太刀の力を用いた「忍法獅子変化」で、白いたてがみをなびかせた獅子面の剣士・ライオン丸に変身してオロチを倒す。
3人は居士の遺志を受け継ぎ、ゴースンの一味の怪人たちを退けながら大魔王ゴースンを倒すため諸国を行脚して戦う。

## 主要登場人物
獅子丸
戦乱で両親を失い、果心居士に育てられた青年。21話の回想から高貴な家柄の出身だったことが窺える。若さゆえ精神的にもろい面もあるが、技の面では卓越した忍者剣士である。沙織からは「獅子丸さん」、小助からは「獅子丸兄ちゃん」と呼ばれる。ジャラモン教の教主、大聖人ゴーファ・ジャラモンが他界する際に果心居士に託した「金砂地の太刀」を受け継ぎ、その秘められた力によりライオン丸に変身。ゴースンの配下の怪人たちと戦う。
ベルトのバックル（ライオンバックル）には柄頭に付けることで太刀を自在に操ることが出来る機能があり、47話ではこの機能で太刀を手元に引き寄せて変身している。
ライオン丸
深紅のコスチュームに白いたてがみをなびかせた獅子面の剣士。
獅子丸が印を結ぶようなポーズを取り「風よ、光よ」と唱えると「金砂地の太刀」に施された鎖による封印が解け、太刀を抜刀し「忍法獅子変化」と唱え、太刀を横に構えて峰に手を添えて鍔から切っ先へ滑らせ、構えを垂直に変えて切っ先から鍔へ勢いよく滑り下ろし、打ち付けることでライオン丸に変身する。しかし心に迷いがあると鎖の封印が解けず、変身することは出来ない。
必殺技は、高くジャンプして一気に切り下ろすライオン飛行斬り。24話でトビムサシを倒した際に金砂地の太刀が折れたが、続く25話で兄弟弟子の徳心居士が自らの命と引き換えに修理、それ以降強化版としてライオン回転飛行斬り、さらに30話以降、ホバリングを使って空中に留まり、横一文字に切り付けるライオン飛行返しを用いるようになる。また胴の朱文字の「心」は暗黒魔人の忍術（14話、エレサンダーのエレキ縛り）を破るだけでなく、飛び道具にもなる。
最終話でゴースンサンダーを金砂地の太刀で反射させてゴースンの両眼を潰した後、体内に飛び込んでその心臓を突き刺し、ゴースンとともに自爆した。
- 変身シーンは第1話で使用した映像をバンク流用されている。第53話と最終話では飛びながら変身する別録り版が使われた。
- ライオン丸のイメージは、尾上菊五郎 (6代目)の舞台『鏡獅子』のイメージが取り入れられた。深紅のコスチュームと胴がアクセントとなったデザインは、うしお自らのもの。彼はこのデザインが大変お気に入りだったことに加えて、デザインが決定するまでにはカメラ映りなどの面から紆余曲折があったことを回想している。
- ライオン丸のマスクは、うしおの盟友である高山良策が制作し、かつらメーカーが1本1本ヤクの毛でたてがみを植えた贅沢な仕様だった。また、ライオン丸の髭は、高山の妻が着想して自ら手配した若鶏の羽根が用いられた。

沙織
居士に育てられた女忍者。16歳。彼女も戦乱で両親を失っている。普段は仲間を思いやる心優しい女性だが、勇敢で果心居士から与えられた小太刀と投げ縄を武器にドクロ忍者と互角に戦い、暗黒魔人にも立ち向かう。
シリーズ当初は獅子丸から「沙織ちゃん」と呼ばれていたが、第9話以降は「沙織」で統一されている。小助は「沙織姉ちゃん」と呼ぶ。
- うしおそうじによれば、コスチュームは沙織のデザインが最初に決まり、それを基本に残る2人を考えたという。ミニスカート風衣装にして「パンチラで大人受けを狙った」とも語っている。監督の安藤達己は健康的な方向性で演出していたため、ロケ中に取材に来た報知新聞の記者から沙織のチラリズムが人気だと聞いて驚いたという。第28話にて小助と買い物に出掛け、青を基調とした衣装から桃色の衣装へ買い替えている。

小助
戦災孤児の少年で、二人同様、居士の弟子。7歳。すばしっこい動きを生かし、小太刀と横笛（天馬ヒカリ丸を呼ぶアイテムである）を利用した吹き矢を武器とし、また火薬の使い手であり腹には「こすけ」と書かれている。まだ幼いために、物事をハッキリ言ってしまう傾向があるが、その発言は獅子丸に重要なヒントを与えることもある。
獅子丸からは「小助」、沙織からは「小助ちゃん」と呼ばれている。第28話にて沙織と買い物に出かけた際、それまでの白地の衣装から薄い青地の衣装に買い替えた。
果心居士
戦国時代に実在したといわれる伝説的な忍者。この劇中では、獅子丸たちの育ての親であり師匠である偉大な忍者と設定されている。インドで修行し、ジャラモン教の教主、大聖人ゴーファ・ジャラモンより秘術を学んだことから妖術を扱うことも出来る。32話で他6名とインドに行ったことが覚書で明らかになる。38話では修行仲間の幽斉により修行仲間がもう二人おり、うち一名の豪山が巨大神変化の術でゴースンになったことが明かされた。
かつての兄弟弟子・ゴースンが自らに刺客を送ることを予知しており、刺客が到着する前に3人の弟子に形見分けをしてゴースン打倒を託した。死後はその魂が天馬ヒカリ丸となり、小助の笛により飛来して彼らを助ける。
インドの修行仲間
比企衛門（32話。蛙の妖術を使い、ガマウルフと同一）、鼠太郎（33話。盗人で軽業を使う）、偶人（34話。人形使い）、三角之介（35話。薬売りだが、火とシャボン爆弾を操る）、木猿（37話。吹き矢を使い、蔓を操る）、幽斉（38話。忍者集団風一族の頭領で、雷や毒煙を操りタツドロドと同一）、桃雲斉（40話・41話、鷹取城軍師、豪山の兄で蝙蝠の妖術を使う）、豪山
蒲生 城太郎
剣の修行をしながら諸国をさすらう風来坊。旅先で獅子丸たちと知り合い、ともにゴースンと戦う。陽気で豪快な性格で背中に「疾風」と書かれた陣羽織を羽織っている。第3話・第5話に登場。
虎 錠之介
第27話から登場する獅子丸のライバル。もともとはある戦国大名の家に生まれたらしいが、日本一の剣士を目指し出奔、その果てに強さを求めてゴースンと手を結んだ。大聖人ゴーファ・ジャラモンが他界する際に弟子の豪山＝ゴースンに託した「銀砂地の太刀（）」を所有する。
ゴースン配下だが卑怯な真似を徹底的に嫌う武士で、獅子丸とは何度も刀を交えるうちに奇妙な友情が生まれ、ついには共に戦うようになる。
タイガージョー
錠之介が「銀砂地の太刀」を構えて「ゴースン・タイガー！」と叫んだ後、空中で高速回転しながら変身する虎面の剣士。後ろに刀を構えた独特なポーズを取った後、「タイガージョー、推参！」と名乗る。
初登場でのライオン丸との戦闘でライオン飛行斬りを受けたことで右目に致命傷を負ってしまい、以後変身前から刀の鍔で作った眼帯を装着するようになる。必殺技はタイガー霞返し。のちに魔剣隼斬りを編み出す。
剣以外に、46話から52話までは象牙の長槍も使っている。この槍は41話で手に入れた象牙を使った物だが象牙は42話で一度紛失しており、その後45話で社の地下の隠し洞に保管されていたものを再び手に入れて作り上げた。
ライオン丸を助けたことで抜け忍となり、ゴースンから追われることとなったことでゴースンへと目的が変わり、ライオン丸とも共闘するようになる。ぶつかり合いを経ながら獅子丸たちとともに戦ってはいたが、強さを求める心には勝てず、53話ではドクロ忍者に化けて単独でゴースンに挑んだ。しかしゴースン・サンダーを左目に受けてしまい、さらにガンドドロに短銃で撃たれ続け、眉間に受けた弾丸が致命傷となり絶命した。死後、そのマントがライオン丸をかばうように動きガンドドロの凶弾からライオン丸を守った。また眼帯の鍔は、小助が形見に貰っている。
- 初期設定では拳銃を使う設定もあったが、不採用となる。
- タイガージョーのマスクは、高山が造型を担当した。
- タイガージョー登場時のテーマ曲は歌唱が無く口笛のみだが、篠原によると「制作予算が無かったので筒井広志さんに相談したら、口笛アーティストを連れて来たんです」と、制作上の都合であったことを明かしている。

暗黒大魔王ゴースン
配下の暗黒魔人を駆使して日本制覇を目論む。その正体は、かつて果心居士の兄弟弟子としてインド（邪羅門）で妖術を学んだ日本人兄弟の弟で忍者の豪山。変化の術をヒマラヤ山中で極めて、自らの体を巨大な怪物へと変化させた。弱点は象牙で胸の紋章を突くこと。劇中で彼の組織は、ゴースン党と呼ばれる。インドで妖術を学んだ時、銀砂地の太刀を授けられ、怪物に化けて山の中に潜み、口だけで暗黒魔人やデボノバに命令を与えていた。27話で虎錠之介にこれを与えてライオン丸を倒す様に命じ、虎錠之介が右目を失った後、山から姿を現した。火と雷を操ることも出来る。もう一度山に潜むが、40話で再び姿を現しハリザンザ・ガライタチと共に鷹取城に迫り、41話で桃雲斉を蝙蝠「コブロ」もろとも倒した。43話から八人衆を呼び出し、自らの体や忍法を与えた上でライオン丸やタイガージョーを倒すように命じる。47話ではタイガージョーに象牙の槍で胸を狙われるが、槍は通用せず逆にタイガージョーを雷技「ゴースン・サンダー」で退けた。
- また雷技の「ゴースン・サンダー」は、右手の親指を突き立てて非常に強力な稲光を放つ。この技を用いて第53話では、反撃するタイガージョーに対して「ゴースン・サンダー！」と叫んだ後、タイガージョーの右目に向けて稲光を放ち致命傷を負わせた。

- 巨人の姿を現した時の胸部から腰部にかけての模様は「悪」の文字を図案化したものである。
- 造形はアルファ企画が担当。

ゴースン八人衆
メガンダ（目・雷）、ハンザキ（人間変身能力・槍）、ノイザー（耳・琵琶）、ジェンマ（銃・悪知恵）、マフィアン（かけた相手を操る血・熊手）、ジャムラ（八節棍・凶暴さ・傲慢さ・毛による瞬間移動）、ジュウカク（腕力・角・三つ又槍・悪知恵）、アブター（火・爪・槍）
分身魔王デボノバ
配下がなかなかライオン丸を倒せないことに業を煮やしたゴースンが、口から生み出した分身。頭が青くミミズのようである。8話からゴースンに代わって前線で暗黒魔人やドクロ忍者を率いて陣頭指揮をとる。性格が狡猾なため、卑怯な作戦を暗黒魔人に伝えることもしばしば。短筒・刀・数珠を武器として使い、最高幹部の座を大ガミラスと争った時、数珠で大ガミラスを失明させてこれを勝ち取った。19話で大ガミラス・小ガミラスを失った後、ゴースンから死刑宣告を受けて20話でクマオロジから「日没までにライオン丸を倒さねば命がない」と最後通牒を突き付けられ、クマオロジがライオン丸に敗れた後戦うが敗れ去った。
- 着ぐるみは全身を包む形であったが、動きにくく、スーツアクターを担当した遠矢孝信から「小回りがきかない」という苦情が出たため、足の部分をブーツに作り替えている。
- 監督の安藤達己は、デボノバの登場により被り物の出番が増え、人間ドラマが削られていったことを惜しんでいた。

ゴースン怪人
ゴースンに忠誠を誓う忍者怪人。獅子丸や錠之介のように人間体を持つ者もある。ゴースンが体の一部やさまざまな物質から作り出し、例えばエレサンダーは雷、マツバラバは松である。オープニング主題歌では「暗黒魔人」、エンディング主題歌では「ゴースン魔人」と歌われているが、劇中では単に怪人と呼ばれている。オボ・ギロジー・ウミカブロ・ダカツのように手下を従える者、ネズガンダやムイオドロのように気ままな者、トビムサシのようにまっすぐな心で技を磨き、人間と交流する者、オロチ・フラワンダー・ギンザメ・ゾンビー・ハンニャラスのように第二形態を持つ者、ドクロンガのようにドクロ忍者が合体して生まれた者、ダカツ・トビムサシ・モスガイガー・クワルギルビのようにゴースンの前線基地を守る者、ガメマダラのように果心居士やゴースンのインド修行仲間を狙う者もおり、第44話からはメガンダなどから成る精鋭集団「ゴースン八人衆」が登場した。
ドクロ忍者
ゴースン配下のドクロの面をつけた忍者軍団。忍び装束は黒が基本だが、それ以外に緑、朱色などがあり、般若の面を着けた者も登場する。斬られると消滅する。23話ではダカツ配下の影、岩、風のように面に色を付けた者も登場した。大方は記憶を消されゴースンの意のままに動くが中には以前の記憶を持った者も存在する。29話ではヅガイ、カバネ、アバラの3兄弟が登場し、合体してドクロンガになった。
ドクロ仮面
ドクロ忍者の首領。初代は24話でトビムサシ、2代目はオロチジュニアに倒された。3代目はキチク、4代目と5代目（ドクロ仮面2号）はタイガージョーに倒された。6代目も登場するが44話でライオン丸に倒された。同話ではゴースンガール（麻里恵・黒百合・姫百合・鬼百合）よりも格下の位置づけとなっている。7代目が45話（ドクロ仮面2号）・8代目（ドクロ仮面3号）が46話・9代目が49話・10代目が50話・11代目が51話で登場した。2号および3号は兜に「2」や「3」の数字が付与されている。

## キャスト
- 獅子丸 - 潮哲也
- 沙織 - 九条亜希子
- 小助 - 梅地徳彦
- 果心居士 - 徳大寺伸（第1話・第22話・第54話）
- 虎錠之介 - 戸野広浩司（第27話 - 第30話、第36話 - 第40話）・福島資剛（第42話 - 第54話）
- 虎錠之介 / タイガージョーの声 - 池田勝（第40話・第41話）
- 蒲生城太郎 - 成川哲夫（第3話・第5話）
- 得心居士 - 明智十三郎（第25話）
- 春景（鷹取城城主） - 山口暁（第40話・第41話）
- 桃雲斎（ゴースンの兄） - 佐々木孝丸（第40話・第41話）
- 豪山（ゴースン人間体） - 天津敏（第40話・第41話）
- ゴースンの声 - 小林清志（第1話 - 第22話、第25話 - 第32話、第35話 - 第54話）・大宮悌二（第23話・第24話）・清川元夢（第33話・第34話）
- 分身魔王デボノバの声 - 清川元夢（第8話 - 第13話）、大宮悌二（第14話・第15話）・飯塚昭三（第16話 - 第18話）・今西正男（第19話・第20話）
- ナレーター - 篠原大作

## スーツアクター
- ライオン丸 - 鴨志田和夫
- 分身魔王デボノバ（第8話 - 第20話）・ゴースン（第27話 - 第54話） - 遠矢孝信
- タイガージョー - 尾崎孝二（第27話 - 第54話）[注釈 8][21]
- ドクロ忍者 - J・F・A

## スタッフ
- 企画、原案：うしおそうじ、別所孝治（フジテレビ）
- プロデューサー：鷺巣富雄、篠原茂、別所孝治
- 監督：石黒光一、安藤達己、土屋啓之助（第16話・第17話）、曽我仁彦、樋口弘美（第29話・第30話）、中西源四郎、大塚莞爾
- 脚本：高久進（第1話）、若槻文三、田村多津夫、柏倉敏之、牛次郎（第8話）、しのだとみお[注釈 9]、まつしまとしあき、濠喜人[注釈 10]、馬嶋満、平野史博（第44話）、大木英吉（第52話）、山崎晴哉
- 操演：中島徹郎、高城忍
- 殺陣：渡辺高光[注釈 11]、宍戸大全（第42話）[22]
- 合成作画：渡辺善夫、鷺巣富雄
- 特撮監督：矢島信男（第1話）
- 衣裳：モード・アメリカンズ
- 音楽：小林亜星
- 劇伴作曲：筒井広志
- 撮影協力：北海道文化放送（第17話）、恵山高原ホテル[注釈 12]（第18話・第19話）

## 主題歌
オープニングテーマ：「風よ光よ」
作詞：しのだとみお / 作曲：小林亜星 / 編曲：筒井広志 / 歌：秀夕木、ヤング・フレッシュ
エンディングテーマ：「ライオン丸がやってくる」
作詞：しのだとみお / 作曲：小林亜星 / 編曲：筒井広志 / 歌：ヤング・フレッシュ

### 挿入歌
- 「ライオン丸のバラード・ロック」
  - 作詞：しのだとみお / 作・編曲：筒井広志 / 歌：子門真人

劇中でたびたび使用された。
- 「わたしは沙織と申します」
  - 作詞：うしおそうじ / 作・編曲：小林亜星 / 歌：堀江美都子
- 「ぼくは小助だ」（第36・50話）
  - 作詞：中村しのぶ / 作・編曲：小林亜星 / 歌：野村ゆたか、コロムビアゆりかご会
- 「天馬ひかり丸は飛ぶ」
  - 作詞：うしおそうじ / 作曲：徳久広司 / 編曲：筒井広志 / 歌：コロムビアゆりかご会

## 各話リスト
| 話数 | 放映日        | サブタイトル                        | 登場怪人                                                                                           | 脚本             | 監督       |
| ---- | ------------- | ----------------------------------- | -------------------------------------------------------------------------------------------------- | ---------------- | ---------- |
| 1    | 1972年 4月1日 | 魔王の使者オロチ                    | - オロチ（声：岡部政明、演：君塚正純）                                                             | 高久進           | 石黒光一   |
| 2    | 4月8日        | 倒せ!! 怪人ヤマワロ童子             | - ヤマワロ童子（演：斎藤忠治）                                                                     | 若槻文三         | 石黒光一   |
| 3    | 4月15日       | 魔の森 わくらんば                   | - わくらんば（演：物部健一）                                                                       | 田村多津夫       | 石黒光一   |
| 4    | 4月22日       | ムササビアン 爆破作戦!!             | - ムササビアン（演：遠矢孝信）                                                                     | 柏倉敏之         | 安藤達己   |
| 5    | 4月29日       | 地獄から来た死神オボ                | - オボ（演：有川兼光） - ドキ（声：上田敏也、演：遠矢孝信） - ツララ（声：丸山詠二、演：斎藤忠治） | 若槻文三         | 安藤達己   |
| 6    | 5月6日        | 人食い花フラワンダー                | - フラワンダー（演：田尻陽一郎）                                                                   | 柏倉敏之         | 石黒光一   |
| 7    | 5月13日       | 呪われた金山 ギンザメ               | - ギンザメ（演：斎藤忠治）                                                                         | 田村多津夫       | 石黒光一   |
| 8    | 5月20日       | 分身魔王デボノバと怪人イワゲバ      | - イワゲバ（演：田尻陽一郎）                                                                       | 牛次郎           | 安藤達己   |
| 9    | 5月27日       | 死を呼ぶ吸血怪人ゾンビー            | - ゾンビー（演：不明）                                                                             | 若槻文三         | 安藤達己   |
| 10   | 6月3日        | 死の水 ドクイモリ                   | - ドクイモリ（声：大宮悌二、演：有川兼光）                                                         | しのだとみお     | 石黒光一   |
| 11   | 6月10月       | 地獄の狼 カマキリアン！             | - カマキリアン（声：大宮悌二、演：石崎洋光）                                                       | しのだとみお     | 石黒光一   |
| 12   | 6月17日       | 怪人ギロジー 海の落し穴             | - ギロジー（演：小山田茂） - オニワラシ（） - テングワラシ（）                                     | 若槻文三         | 安藤達己   |
| 13   | 6月24日       | 怪人ウミカブロと人食い怪魚          | - ウミカブロ（演：田尻陽一郎） - フナシドキ（演：斎藤忠治）                                        | 若槻文三         | 安藤達己   |
| 14   | 7月1日        | さすらいの怪人ネズガンダ            | - ネズガンダ（演：尾崎孝二）                                                                       | 柏倉敏之         | 石黒光一   |
| 15   | 7月8日        | エレサンダー 地獄谷の決闘           | - エレサンダー（演：田尻陽一郎）                                                                   | 柏倉敏之         | 石黒光一   |
| 16   | 7月15日       | 忍びよる魔の手 メレオンガ           | - メレオンガ（声：桑原たけし、演：尾崎孝二）                                                       | まつしまとしあき | 土屋啓之助 |
| 17   | 7月22日       | 怪人ジェロモ 悪魔のノロシ           | - ジェロモ（声：清川元夢、演：君塚正純）                                                           | 若槻文三         | 土屋啓之助 |
| 18   | 7月29日       | 怪人ムイオドロ 恵山の叫び！         | - ムイオドロ（演：斎藤忠治）                                                                       | 若槻文三         | 石黒光一   |
| 19   | 8月5日        | 子連れ怪人 夕陽の対決！             | - 大ガミラス（演：君塚正純） - 小ガミラス（声：島田彰、演：石崎洋光）                              | 柏倉敏之         | 石黒光一   |
| 20   | 8月12日       | 殺しの追跡者 クマオロジ             | - クマオロジ（声・演：尾崎孝二）                                                                   | 若槻文三         | 石黒光一   |
| 21   | 8月19日       | ハンニャラス 母恋い子守唄           | - ハンニャラス（演：遠矢孝信）                                                                     | 柏倉敏之         | 曽我仁彦   |
| 22   | 8月26日       | 盗まれた笛 怪人キバギラー           | - キバギラー（演：斎藤忠治）                                                                       | 濠喜人           | 曽我仁彦   |
| 23   | 9月2日        | 蛇と蝎の怪人ダカツ                  | - ダカツ（演：君塚正純）                                                                           | 田村多津夫       | 石黒光一   |
| 24   | 9月9日        | ライオン飛行斬り対怪人トビムサシ    | - トビムサシ（声：尾崎孝二、演：斎藤忠二）                                                         | 濠喜人           | 石黒光一   |
| 25   | 9月16日       | 影狩り怪人モスガイガー              | - モスガイガー（演：斎藤忠二）                                                                     | 濠喜人           | 曽我仁彦   |
| 26   | 9月23日       | 最後の守備隊長クワルギルビ          | - クワルギルビ（声：大宮悌二、演：斎藤忠二） - ネズガンダ（演：有川兼光）                          | まつしまとしあき | 曽我仁彦   |
| 27   | 9月30日       | 大魔王ゴースン怒る！                | | 田村多津夫       | 石黒光一   |
| 28   | 10月7日       | 悪の剣士タイガージョー              | | 田村多津夫       | 石黒光一   |
| 29   | 10月14日      | 影三つ 怪人ドクロンガ               | - ドクロンガ（声：原口剛）                                                                         | まつしまとしあき | 樋口弘美   |
| 30   | 10月21日      | 怪人マツバラバ 一本松の謎           | - マツバラバ                                                                                       | 濠喜人           | 樋口弘美   |
| 31   | 10月28日      | 怨みの魔剣 オロチジュニア           | - オロチジュニア（演：斎藤忠二）                                                                   | 馬嶋満           | 石黒光一   |
| 32   | 11月4日       | ガマウルフ 覚え書の秘密             | - ガマウルフ（演：斎藤忠二）                                                                       | 馬嶋満           | 石黒光一   |
| 33   | 11月11日      | 非情の盗賊 ガメマダラ               | - ガメマダラ（演：有川兼光）                                                                       | まつしまとしあき | 曽我仁彦   |
| 34   | 11月18日      | 殺しのメロディー 怪人パンダラン     | - パンダラン（演：有川兼光）                                                                       | 田村多津夫       | 曽我仁彦   |
| 35   | 11月25日      | 血に笑う怪人アリサゼン              | - アリサゼン（声：尾崎孝二、演：有川兼光）                                                         | 山崎晴哉         | 石黒光一   |
| 36   | 12月2日       | 折れた槍 怪人ハチガラガ             | - ハチガラガ                                                                                       | 山崎晴哉         | 石黒光一   |
| 37   | 12月9日       | 狙われた男 怪人トドカズラ           | - トドカズラ（声・演：遠矢孝信）                                                                   | 馬嶋満           | 中西源四郎 |
| 38   | 12月16日      | ゴースンの秘密 怪人タツドロド       | - タツドロド（声：丸山詠二）                                                                       | 田村多津夫       | 中西源四郎 |
| 39   | 12月23日      | 怪人キチク 悪の念佛                 | - キチク                                                                                           | 山崎晴哉         | 大塚莞爾   |
| 40   | 12月30日      | 大魔王ゴースン 再び怒る！           | - ハリザンザ - ガライタチ（）                                                                      | 馬嶋満           | 石黒光一   |
| 41   | 1973年 1月6日 | 大魔王ゴースン あの胸を狙え！       | - ガライタチ（声：清川元夢）                                                                       | 田村多津夫       | 石黒光一   |
| 42   | 1月13日       | 殺しの流れ者 怪人キルゴッド         | - キルゴッド                                                                                       | しのだとみお     | 大塚莞爾   |
| 43   | 1月20日       | 裏切りの峠 怪人ギララ               | - ギララ（声・演：菊池英一） - メガンダ（）                                                        | 田村多津夫       | 中西源四郎 |
| 44   | 1月27日       | くノ一の涙 怪人メガンダ             | - メガンダ                                                                                         | 平野史博         | 中西源四郎 |
| 45   | 2月3日        | 抜け忍けもの道 怪人ハンザキ         | - ハンザキ（声：滝沢浩）                                                                           | 田村多津夫       | 大塚莞爾   |
| 46   | 2月10日       | 暗闇の琵琶法師 怪人ノイザー         | - ノイザー（声・演：菊池英一）                                                                     | 田村多津夫       | 大塚莞爾   |
| 47   | 2月17日       | 地獄の棺桶 怪人ジェンマ             | - ジェンマ（演：田尻陽一郎）                                                                       | まつしまとしあき | 中西源四郎 |
| 48   | 2月24日       | 傷だらけの殺し屋 怪人マフィアン     | - マフィアン                                                                                       | まつしまとしあき | 中西源四郎 |
| 49   | 3月3日        | 恐るべき屠殺人 怪人ジャムラ         | - ジャムラ                                                                                         | まつしまとしあき | 大塚莞爾   |
| 50   | 3月10日       | ライオン丸を吊るせ!! 怪人ジュウカク | - ジュウカク                                                                                       | 山崎晴哉         | 大塚莞爾   |
| 51   | 3月17日       | 最後の八人衆 怪人アブター           | - アブター                                                                                         | まつしまとしあき | 曽我仁彦   |
| 52   | 3月24日       | 早射ち六連発！怪人ゴンラッド        | - ゴンラッド                                                                                       | 大木英吉         | 曽我仁彦   |
| 53   | 3月31日       | 悲しきタイガージョーの最期！        | - ガンドドロ（演：菊池英一）                                                                       | 田村多津夫       | 大塚莞爾   |
| 54   | 4月7日        | ライオン丸 最後の死闘               | - 大魔王ゴースン - ガンドドロ                                                                      | 田村多津夫       | 大塚莞爾   |

参照宇宙船SPECIAL 1998, p. 209。声優の欄は『ピー・プロ 70's ヒーロー列伝(2) 快傑・風雲ライオン丸』（ソニー・マガジンズ）より記載。スーツアクターについても同書とエンディングのテロップより記載。
サブタイトルコールは第1話から第22話まで（第8話を除く）は数人の子供の一斉読み上げ、第8話と第22話以降は、ナレーターの篠原によるものとなっている。アイキャッチおよび次回予告テロップ部分カットは第28話より後期分へ変更。アイキャッチは前期分の画面を広角化しタイトル部分を中央に寄せたものへ、予告テロップ画面は前期分の獅子丸たち一行の背面ショットからゴースン魔城へと変わった。なお、アイキャッチは40話で以前のものに戻されている。

## 放送局
参照：ヒーロー列伝 2 2000, p. 203　※秋田テレビ、富山テレビは同書に記載なし
- フジテレビ（制作局）：土曜 19:00 - 19:30
- 北海道文化放送：土曜 19:00 - 19:30
- 青森放送：木曜 18:00 - 18:30（1973年3月まで）→  木曜 17:55 - 18:25（1973年4月から）[26]
- 岩手放送：月曜 18:00 - 18:30（1972年6月 - 12月）→ 日曜 10:30 - 11:00（1973年4月 - 10月）[27]
- 秋田テレビ：木曜 18:00 - 18:30[28]
- 山形テレビ：土曜 19:00 - 19:30[29]
- 仙台放送：土曜 19:00 - 19:30[注釈 19][30]
- 新潟総合テレビ：金曜 18:00 - 18:30 → 金曜 17:20 - 17:50（1973年2月時点）[31]
- 長野放送：土曜 18:00 - 18:30
- テレビ山梨：水曜 18:00 - 18:30（1973年7月11日まで放送）[32]
- 富山テレビ（1974年に放送）：月曜 - 金曜 18:00 - 18:30[33]
- 石川テレビ：土曜 18:00 - 18:30[34]
- 福井テレビ：土曜 19:00 - 19:30[34]
- 東海テレビ：土曜 19:00 - 19:30
- テレビ静岡：日曜 10:30 - 11:00
- 関西テレビ：土曜 19:00 - 19:30
- 広島テレビ：日曜10:30 - 11:00[35][注釈 20]
- テレビ岡山：月曜 18:00 - 18:30
- テレビしまね：火曜 18:00 - 18:30
- 山口放送：木曜 19:00 - 19:30 → 金曜 18:00 - 18:30（1973年2月時点）[36]
- テレビ愛媛：水曜 18:00 - 18:30[36]
- テレビ高知：木曜 17:15 - 17:45
- テレビ西日本：土曜 19:00 - 19:30
- サガテレビ：土曜 19:00 - 19:30
- テレビ長崎：水曜 18:00 - 18:30（1973年7月時点）[37]
- テレビ熊本：水曜 18:00 - 18:30
- テレビ大分：土曜 18:00 - 18:30（1973年2月3日放送開始）[38]
- テレビ宮崎：水曜 18:00 - 18:30
- 鹿児島テレビ：水曜 18:00 - 18:30
- 沖縄テレビ：土曜 19:00 - 19:30

## BS・CSでの再放送
2007年ごろに時代劇専門チャンネルで全話再放送された。その後しばらくの間、BS・CSでの再放送はされなかったが、2017年4月より同じく時代劇専門チャンネルの深夜放送枠『時専S40』の金曜日『時代劇 特撮王国』にて、約10年ぶりに全話再放送されている。

## エピソード
- 第1話「魔王の使者 オロチ」冒頭の合戦シーンは、東映から配給された映画『徳川家康』（1965年公開）のフィルムから一部借用したものである。これはピー・プロが以前に『マグマ大使』を東映の夏休みプログラムに貸し出した縁で実現したものであり、東映としては非常に稀有な例だという[39]。
- 第1話の前半で見所の一つでもある果心居士の小屋が炎上する場面は、東京都町田市（当時のロケ地）にあった古民家へ火を付けて撮影されている[10]。これは元々取り壊す予定の廃屋であり、事前に持ち主の撮影許可が得られたため、迫力ある場面を撮ることに成功した[40]。
- 第3話・第5話に登場した蒲生城太郎役には、前作『スペクトルマン』の主役・蒲生譲二を演じた成川哲夫が起用された。これは成川を『スペクトルマン』だけで終わらせるのは惜しいので、潮哲也とコンビで売り出そうと考えたプロデューサーの別所孝治によるものだった[4]。当初は準レギュラーの予定だったが、主役の獅子丸が霞んでしまうため、僅か2話分のみで降板した[41]。
- 潮哲也は、オーディションで獅子丸役に決まってからクランクインまで10日しかなかったという[42]。その間に立ち回りのトレーニングや乗馬の練習まで行なったが、クランクイン前日に落馬して腰を痛めてしまう[42]。
- 第7話の撮影中、潮が岩場の斜面を駆け下りるシーンで足を骨折した[42]。ロングショットでの殺陣には、ライオン丸のスーツアクターを担当した鴨志田和夫を代役に立てたが、アップのシーンでは車椅子に乗ったまま翌日から1日の休みもなく撮影が続けられた[43]。その後もしばらくは潮が松葉杖をついてアップのみ撮影し、鴨志田が吹替を演じた[42]。第9話を監督した安藤達己は、立ち回りがロングショットでしか撮影出来ない状況を逆手に取り、竹やぶの中での斬り合いを演出した[18]。
- 小助役の梅地徳彦は名子役として知られ、うしおは自作品の漫画『朱房の小天狗』のテレビ企画を立てた際に、彼を主役に予定していたという[注釈 21]。
- 天馬「ヒカリ丸」は、長年にわたる「白いペガサスを自社番組で出したい」とのうしおそうじ執心の設定だった。苦心して探し当てた純白馬だったが、レンタル料が高かったため、いっそそれならと購入したそうである[44]。監督の安藤達己は外観が良い分、体力の方は無かったと証言している[18]。当初の翼の造形は大きく走りづらかったため、第6話から畳んだ形状のものに変更された[注釈 22][18]。番組終了後に熱心なオファーを受け、譲渡されたのち天寿を全うしたという[45][46]。
- 監督の安藤達己は、本作品以前に円谷プロダクションの『怪奇大作戦』などで組んだ脚本家の若槻文三の誘いで本作品へ参加した[18]。その後、円谷プロの円谷粲(つぶらやあきら)からの誘いを受け、同年7月末から放映される『トリプルファイター』でメイン監督として招かれ、1クールで本作品を降板した[18]。
- 6月には、前作同様に「怪人募集」が行われ、3,500通ほどの応募作の中から選ばれた「マツ男」が、第30話の「マツバラバ」として登場した[6][47]。
- 潮哲也と沙織役の九条亜希子は、本作品での共演がきっかけで後に結婚した[48]。

### 戸野広浩司の事故死
1972年（昭和47年）12月11日、虎錠之介役の戸野広浩司が、第40話の撮影中にロケ先の滋賀県彦根市の国民宿舎で不慮の事故により他界してしまう悲劇が起こった。このため戸野広の出演は第40話までとなり、第42話から錠之介のオーディションを受けていた福島資剛(ふくしまもとたけ)に交替した。なお、第41話はタイガージョーのみの出演としている。
うしおそうじは「伝聞や自分の推測」と断ったうえで、戸野広の死因は「ロケ先の国民宿舎での夜、次の日がオフだった彼はスタッフとの宴会で深酒をして泥酔し、水を飲もうと洗面所へ行ったが、消灯時間を過ぎて電気が消されていて真っ暗な中、唯一洗面所に明かりのついていた女風呂に迷い込み、酩酊状態で脚を滑らせてガラス扉に突っ込んで、割れたガラスで脇腹を切り、そのまま湯船に落ちて出血多量で亡くなった」と説明している。実際には一度は至近の市民病院へ搬送されたが、搬送先で死亡が確認されている。また女湯について湖城荘の支配人の話によると、空いている時や時間外ではよく男性客にも利用されていたという。うしおが旅館に駆けつけると、同じく急を聞いて駆けつけた戸野広の許婚の姿があったという。許婚の女性とは、戸野広と劇団青俳で出会った後3年越しの交際の末に、翌1973年1月3日に結婚し挙式するはずだった。
彦根警察署からは刑事10人ら捜査員が出動し、最初は殺人事件の線で現場検証及び捜査を進めていたが事情聴取の結果、現場にいたロケ隊ら関係者全員にアリバイがあったことがわかったために事故死と判断された。しかし戸野広が事故死した場所が女湯だったことから、状況も把握しなかった一部のマスコミは「この事故は覗きの結果ではないか」として、好奇の目で報じたのもあった。これは以後のピープロの営業にまで影響したという。
その5日後の12月16日、世田谷区民会館で「快傑ライオン丸怪人合同慰霊祭」が催され、戸野広の冥福も合わせて祈祷された。僧侶役は遠矢孝信が務めた。また、この日放送された第38話「ゴースンの秘密 怪人タツドロド」のOP後に、戸野広の死去を伝えるテロップが挿入されている。
第40話・第41話の虎錠之介 ＝ タイガージョーの声は戸野広の死去がアフレコ前だったため、声優の池田勝が吹き替えている。

## 漫画
- 冒険王 1972年5月号 - 1973年3月号連載 一峰大二
- 別冊冒険王 1972年夏季号 - 1973年4月号連載 一峰大二
- 小学館BOOK 1972年5月号 - 1973年3月号連載 馬場秀夫
- 小学一年生 1972年5月号 - 1973年4月号連載 馬場秀夫
- 小学二年生 1972年5月号 - 1973年3月号連載 錦光二、1973年4月号掲載 馬場秀夫
- 小学三年生 1972年5月号 - 1973年3月号連載 宮添郁雄 1973年4月号-5月号 時里信一
- 小学四年生 1972年5月号 - 1973年3月号連載 斉藤あきら
- 小学五年生 1972年5月号 清つねお、1972年6月号 - 1973年3月号連載 蛭田充
- 小学六年生 1972年5月号 - 1973年3月号連載 原成、1973年4月号 古館節夫
- サンケイ新聞（朝刊） 1972年1月3日 - 1973年3月3日（全422回） 原作：牛次郎、作画：川手浩次

## 映像ソフト化
- 2002年10月25日に放送30周年を記念して1巻、12月25日に2巻のDVD-BOXがそれぞれ発売。
- 2008年3月26日に全話収録のDVD-BOXが発売。
- 2016年3月23日にスターチャイルドよりBlu-ray BOXが発売。

## パチンコ
2008年12月に、エース電研より「CRA快傑ライオン丸DH5」が全国のパチンコ店に設置され、好評稼動した。

## リメイク
ライオン丸G（2006年）
現代を舞台とする本作品のリメイク作品。
未制作のリメイク企画
『激闘ライオン丸』『サムライオン』
1990年代に企画された近未来を舞台とする作品。
うしおを原作とし、プロデューサーに平山亨、キャラクターデザインを韮沢靖、製作には円谷映像が予定されていた。
タイガージョーを主人公としたスピンオフ
うしおが晩年に構想していた作品。
タイガージョーは弓の名手、敵には八百比丘尼と鵺が想定されていた。うしおはタイガージョー役のイメージキャストとしてケイン・コスギを挙げていた。